# Maison de l’Orfèvre

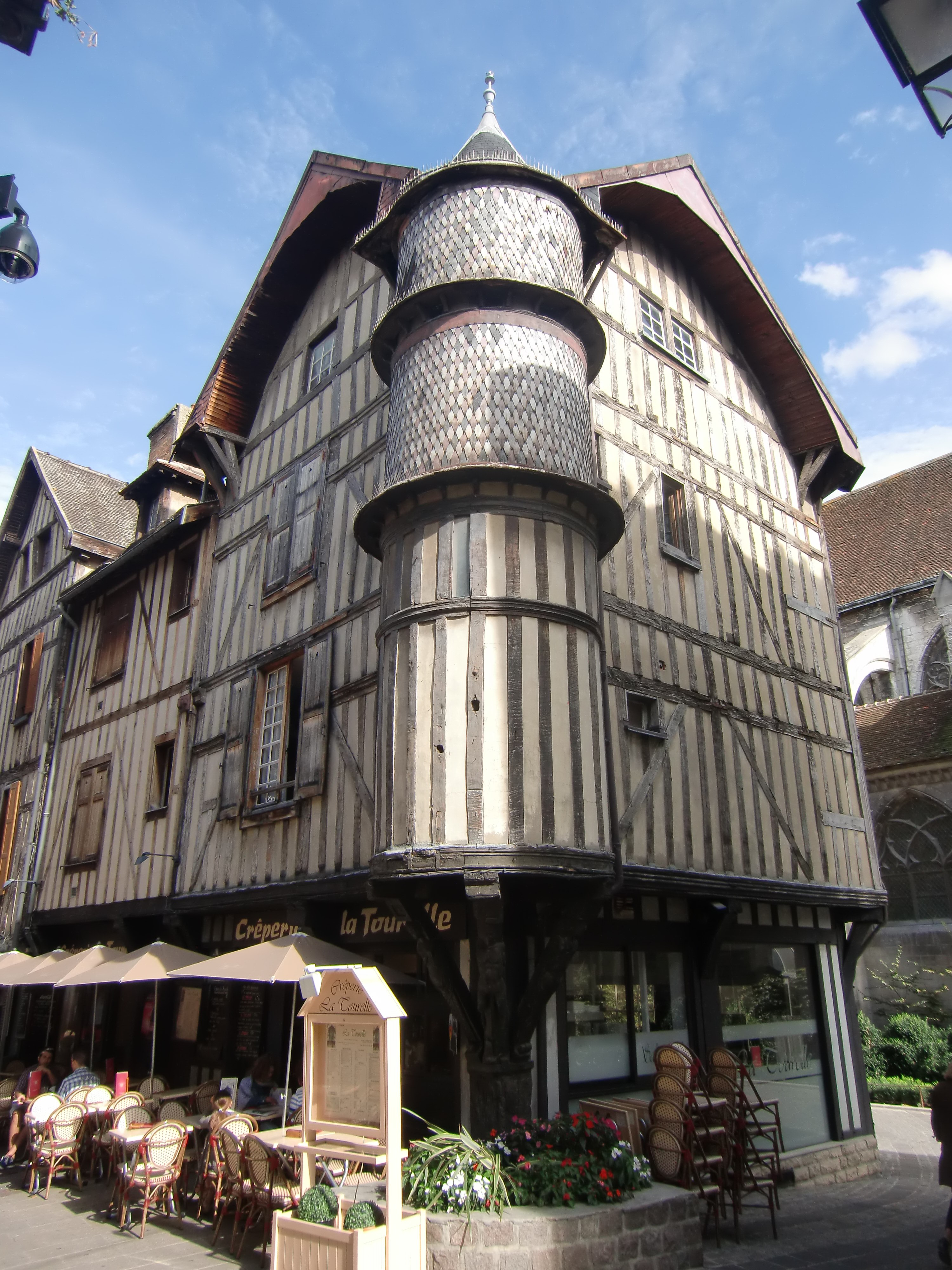
Maison de l’Orfèvre in Troyes

Das Maison de l’Orfèvre in Troyes, Verwaltungssitz des Départements Aube in der Region Grand Est, wurde zwischen 1578 und 1618 errichtet. Das Fachwerkhaus an der Rue Champeaux Nr. 9 (Ecke Rue Molé Nr. 10) ist seit 1961 als Monument historique klassifiziert.

## Geschichte
Das Fachwerkhaus im Stil der Renaissance wurde für den Goldschmied François Roize und seine Frau Nicole Boulanger erbaut. Der Rundturm an der Hausecke wird von drei Balken auf einem Sockel getragen.